# 28P/Neujmin
28P/Neujmin (również Neujmin 1) – kometa okresowa należąca do rodziny komet Jowisza.

## Odkrycie i nazwa
Kometę tę odkrył astronom rosyjski Grigorij Nikołajewicz Nieujmin 3 września 1913 roku w Obserwatorium Simeiz na górze Koszka na Krymie.
W nazwie znajduje się zatem nazwisko odkrywcy.

## Orbita komety
Orbita komety 28P/Neujmin ma kształt bardzo wydłużonej elipsy o mimośrodzie 0,78. Jej peryhelium znajduje się w odległości 1,55 j.a., aphelium zaś 12,27 j.a. od Słońca. Jej okres obiegu wokół Słońca wynosi ponad 18 lat, nachylenie do ekliptyki to wartość 14,19˚.

## Właściwości fizyczne
Jądro tej komety ma średnicę ok. 21 km.